# Françoise Desbordes
Françoise Desbordes (née le 11 janvier 1944 à Limoges et morte le 7 janvier 1998 à Toulouse) est une linguiste française. Ses recherches portent sur la philologie antique et sur les traditions gréco-latines.

## Biographie
En 1966, Françoise Desbordes obtient l'agrégation de lettres. Elle suit les cours d’Algirdas Julien Greimas et de Georges Dumézil. Elle soutient sa thèse à la Sorbonne sur les Signes graphiques et unités linguistiques : textes latins sur l’écriture, des origines à la fin du IIe siècle de notre ère. 
Elle est ensuite professeure à l’université de Poitiers, puis à Grenoble puis à Toulouse Le Mirail. Elle est également chargée de cours à l’École normale supérieure de Fontenay-Saint-Cloud. Elle participe aux travaux de plusieurs centres de recherche dont le laboratoire « Histoire des théories linguistiques ». Ses recherches portent sur la philologie antique et sur l’histoire des idées linguistiques, ainsi que sur les traditions gréco-latines.

## Publications
- Idées romaines sur l'écriture, Presses universitaires de Lille, 1990, 295 p. (ISBN 978-2-85939-369-4)
- L'Analyse linguistique dans l'Antiquité classique, avec Marc Baratin, Françoise Desbordes, Philippe Hoffman et Alain Pierrot, Klincksieck, 2001 (1re édition 1991)
- Françoise Desbordes, Marc Baratin (préface), Geneviève Clerico, Bernard Colombat et Jean Soubiran, Idées grecques et romaines sur le langage, Travaux d’histoire et d’épistémologie, Lyon, ENS Editions, 2007, 430 pages
- La Rhétorique antique : L'art de persuader, Hachette supérieur, coll. « Langues et civilisations anciennes », 1996, 304 p. (ISBN 978-2-01-181771-6, lire en ligne)

Françoise Desbordes a également effectué un travail de traduction du latin :
- Pétrone (trad. du latin), Satyricon, Paris, Flammarion, 1993, 275 p. (ISBN 2-08-070357-9)